# Eurhynchium pumilum
Eurhynchium pumilum är en bladmossart som beskrevs av W. P. Schimper 1856. Eurhynchium pumilum ingår i släktet sprötmossor, och familjen Brachytheciaceae. Inga underarter finns listade i Catalogue of Life.